# Viktor Sanejev
Viktor Danilovič Sanejev (gruzinsko ვიქტორ სანეევი, rusko Виктор Данилович Санеев), gruzinski atlet, * 3. oktober 1945, Suhumi, Sovjetska zveza (danes Gruzija), † 3. januar 2022, Sydney, Avstralija.
Sanejev je v štirih nastopil na poletnih olimpijskih igrah in trikrat zapored osvojil naslov olimpijskega prvaka v troskoku, v letih 1968, 1972 in 1976, leta 1980 pa naslov podprvaka. Dvakrat je postal tudi evropski prvak, v letih 1969 in 1974. Trikrat je postavil nov svetovni rekord v troskoku, dvakrat 17. oktobra 1968 na olimpijski tekmi, zadnjič pa 17. oktobra 1972 z daljavo 17,44 m, ki je ostala rekord do oktobra 1975, ko ga je popravil João Carlos de Oliveira. 16. novembra 2013 je bil sprejet v Mednarodni atletski hram slavnih.